# Friedrich I. (Zollern)

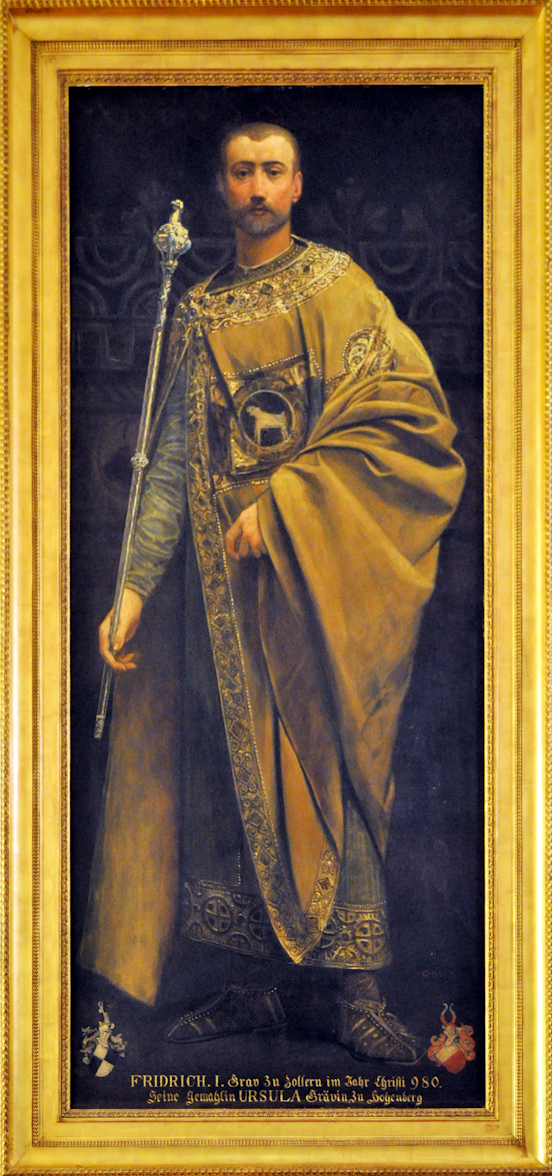
Friedrich I.

Friedrich I., genannt Maute, Graf von Zollern († vor 1125). Er wurde oft als kaiserlicher Parteigänger und mächtiger schwäbischer Graf genannt.

## Leben
Er war Sohn oder Enkel von Burkhard I. und mit Udilhild (auch Udahild) von Urach-Dettingen († um 1134) aus dem Hause Fürstenberg verheiratet. Mit ihr hatte er mindestens acht Kinder. Der älteste Sohn war Friedrich II., ein jüngerer Sohn war Burkhard, welcher die Linie Zollern-Hohenberg (1486 erloschen) begründete.
Friedrich I. war erster Vogt des schwäbischen Klosters Alpirsbach, das Adalbert von Zollern (aus der bald wieder erloschenen Linie Zollern-Haigerloch) und andere Herren gegründet hatten. Er wurde in den Urkunden des Klosters nicht mit seinem Familiennamen bezeichnet. Dennoch gilt Friedrich unbestritten als Mitglied des Geschlechts. Einerseits handelte es sich bei dem Kloster um eine Stiftung der Hohenzollern und andererseits führte der Graf den Namen Friedrich. Mehr als die Hälfte der Hohenzollern bis zum Ende des Mittelalters trugen den Namen Friedrich, mit und ohne einen zweiten Vornamen. Die (Hohen-)Zollern begründeten ihren Aufstieg durch Anlehnung an das jeweilige Königs- bzw. Kaiserhaus. Schon Friedrich I. trat auf die Bühne der höheren Politik, als er von Kaiser Heinrich V. für eine diplomatische Mission nach Frankreich gesandt wurde. Er begleitete ihn auch auf seinem Italienzug 1110/11, bei dem Heinrich in Rom die Kaiserkrone einfordern wollte.

## Nachfahren
Friedrich hatte mit seiner Gattin Udilhild († um 1134), Tochter von Egino II., Graf von Urach, folgende Kinder:
- Ulrich († 1136), Abt des Klosters Reichenau (1135–1136)
- Emma oder Hemma († nach 1152) ⚭ Hugo I. († 1152), Pfalzgraf von Tübingen
- NN Tochter ⚭ Werner I. († nach 1154), Graf von Homberg
- Egino († nach 1134)
- Adalbert († vor 1150), Mönch in Zwiefalten
- Burkhard II.  (um 1096 – um 1154), Graf von Zollern-Hohenberg ⚭ Helmburgis von Schala-Burghausen; Haus Zollern-Hohenberg († 1486)
- Luitgart († nach 1150), Nonne in Zwiefalten
- Friedrich II. († um 1142/45)